# Don Budge

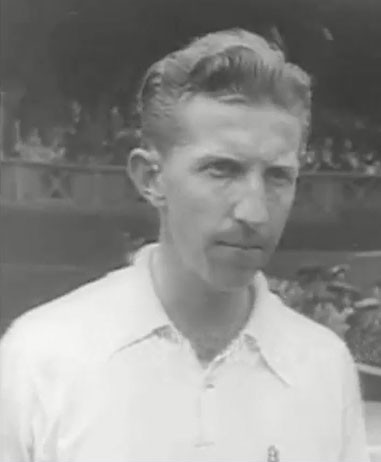
Don Budge

John Donald „Don“ Budge (* 13. Juni 1915 in Oakland, Kalifornien; † 26. Januar 2000 in Scranton, Pennsylvania) war ein US-amerikanischer Tennisspieler.

## Biographie
Er war der erste Tennisspieler, dem ein Grand Slam gelang, also in einem Jahr alle vier Grand-Slam-Turniere zu gewinnen. Ihm gelang dies im Herreneinzel. Er ist außerdem der einzige, der aus sechs Grand-Slam-Turnieren hintereinander als Sieger hervorging. Zudem war er nach dem Sieg bei den French Open 1938 mit 22 Jahren der jüngste Spieler der Tennishistorie, dem der Karriere-Grand-Slam gelang, das Gleiche gilt für den Grand-Slam im selben Jahr mit 23 Jahren. Ein weiterer Rekord ist seine Siegesquote von 92 % bei Grand-Slam-Turnieren, von 63 Matches gewann er 58. Zusammen mit Ken Rosewall, der in den 1950er und 1960er Jahren zur Weltspitze gehörte, hatte er wahrscheinlich die beste Rückhand im Tennis.
Budge war der Sohn eines schottischen Einwanderers und ehemaligen Fußballspielers. Als Jugendlicher betrieb er viele Sportarten, bevor er beim Tennis hängen blieb. Er war groß und schlank und seine Körpergröße befähigte ihn zu einem der kräftigsten Aufschläge im Tennis. Seine Rückhand, meist mit Topspin gespielt, seine Schnelligkeit und sein Aufschlag machten ihn zum besten Tennisspieler seiner Zeit. Heutzutage wird er zu den 20 besten Tennisspielern aller Zeiten gezählt.
Don Budge studierte 1933 in Berkeley, verließ aber die Universität, um mit der Davis-Cup-Mannschaft der Vereinigten Staaten zu spielen. Aufgewachsen auf den Hartplätzen in Kalifornien hatte er Schwierigkeiten, auf den Rasenplätzen im Osten der USA zurechtzukommen. Dank harter Arbeit und eines guten Trainers überwand er diese Schwäche und gewann 1937 in Wimbledon im Einzel, Doppel und im Mixed. Im selben Jahr gewann er noch in Forest Hills Einzel und Mixed.
Seinen größten Ruhm erntete er jedoch 1937 für sein Match gegen Gottfried von Cramm im Interkontinental-Playoff gegen Deutschland, als er im letzten Satz mit 1:4 zurücklag und den Satz noch mit 8:6 und damit das Match gewann. Für diesen Sieg wurde er von AP zum Sportler des Jahres gekürt. Die amerikanische Mannschaft gewann auch das anschließende Finale gegen Großbritannien mit 4:1 und damit zum zwölften Mal den Davis Cup.
| Jahr                                                 | Tennisspieler(in)                             | Wettbewerb     |
| ---------------------------------------------------- | --------------------------------------------- | -------------- |
| 1938                                                 | Don Budge                                     | Herreneinzel   |
| 1951                                                 | Ken McGregor Frank Sedgman                    | Herrendoppel   |
| 1953                                                 | Maureen Connolly                              | Dameneinzel    |
| 1960                                                 | Maria Bueno mit verschiedenen Partnerinnen    | Damendoppel    |
| 1962                                                 | Rod Laver                                     | Herreneinzel   |
| 1963                                                 | Margaret Smith Ken Fletcher                   | Mixed          |
| 1965                                                 | Margaret Smith mit verschiedenen Partnern     | Mixed          |
| 1967                                                 | Owen Davidson mit verschiedenen Partnerinnen  | Mixed          |
| 1969                                                 | Rod Laver                                     | Herreneinzel   |
| 1970                                                 | Margaret Court                                | Dameneinzel    |
| 1983                                                 | Stefan Edberg                                 | Junioreneinzel |
| 1984                                                 | Martina Navratilova Pam Shriver               | Damendoppel    |
| 1988                                                 | Steffi Graf                                   | Dameneinzel    |
| 1998                                                 | Martina Hingis mit verschiedenen Partnerinnen | Damendoppel    |
|  mit verschiedenen Partnern  Golden Slam fett Einzel |                                               |                |

Im Jahr 1938 dominierte Budge das Amateurtennis, schlug John Bromwich im Finale der australischen Meisterschaften, Roderich Menzel im Finale der Französischen Meisterschaften, Henry Austin in Wimbledon und Gene Mako bei den amerikanischen Meisterschaften und wurde die erste Person, die den Grand Slam im Tennis gewann.
Nach dem Gewinn des Grand Slam wechselte Don Budge zu den Profis und spielte meist direkte Duelle gegen die besten Spieler seiner Zeit. 1939 schlug er die beiden besten Tennisprofis Ellsworth Vines und Fred Perry 21:18 und 18:11. 1941 besiegte er den 48-jährigen Bill Tilden mit 51:7. Er gewann auch 1939 die französischen Meisterschaften für Profis sowie 1940 und 1942 die US-amerikanischen Meisterschaften.
Im Zweiten Weltkrieg war er für die US Air Force im Einsatz und erlitt eine Schulterverletzung, die ihn beim Tennis behinderte.
Nach dem Krieg spielte er noch einige Jahre auf der Profitour, meist gegen Bobby Riggs, und gewann 1947 die englischen Meisterschaften für Profis in Wembley.
Nach seinem Rücktritt trainierte er in seinen Tenniscamps Kinder. Er wurde 1964 in die Hall of Fame aufgenommen. Nach Beginn der Open Era im Tennis kehrte er zurück und gewann 1973 in Wimbledon mit Frank Sedgman das Doppel bei den Senioren.
Am 14. Dezember 1999 wurde er bei einem Autounfall in Nord-Pennsylvania schwer verletzt. Budge brach sich ein Bein und erlitt innere Verletzungen. Er erholte sich von diesem Unfall nicht mehr und starb am 26. Januar 2000 in einem Pflegeheim in Scranton.